# توغو
تُوغُو(بالفرنسية: Togo)‏ أو رسميًا الجمهورية التوغولية (بالفرنسية: République togolaise)‏ هو بلد في غرب أفريقيا تحده غانا إلى الغرب وبنين من الشرق وبوركينا فاسو من الشمال. يمتد جنوبا إلى خليج غينيا، حيث تقع العاصمة لومي. وتغطي توغو 57,000 كيلومتراً (22,000 ميل مربع)، مما يجعلها من أصغر البلدان في أفريقيا، ويبلغ عدد سكانها حوالي 8 ملايين نسمة.
من القرن الحادي عشر إلى القرن السادس عشر، كانت المنطقة الساحلية مركزًا تجاريًا رئيسيا للأوروبيين للبحث عن العبيد، وكسب توغو والمنطقة المحيطة بها اسم «ساحل الرقيق». في عام 1884، أعلنت ألمانيا توغولاند محمية. بعد الحرب العالمية الأولى، تم نقل حكم توغو إلى فرنسا. اكتسبت توغو استقلالها عن فرنسا في عام 1960. في عام 1967، قاد غناسينغبي إياديما انقلاب عسكري ناجح بعد ذلك أصبح رئيسًا. في وقت وفاته في عام 2005، كان غناسينغبي الزعيم الأطول خدمة في التاريخ الأفريقي الحديث، بعد أن كان رئيسا لمدة 38 عاما. في عام 2005، انتخب ابنه فور غناسينغبي رئيسا.
توغو هي دولة استوائية، جنوب الصحراء الكبرى، تعتمد اعتمادا كبيرا على الزراعة، مع المناخ الذي يوفر مواسم النمو جيدة. اللغة الرسمية هي اللغة الفرنسية، مع العديد من اللغات الأخرى التي تتحدث في توغو، وخاصة تلك التي من عائلة غب. وتتألف أكبر جماعة دينية في توغو من معتقدات السكان الأصليين، وهناك أقليات مسيحية ومسلمة كبيرة. وتوغو عضو في الأمم المتحدة، والاتحاد الأفريقي، ومنظمة التعاون الإسلامي، ومنطقة جنوب المحيط الأطلسي للسلام والتعاون، والجماعة الفرنكوفونية، والمجموعة الاقتصادية لدول غرب إفريقيا.

## التاريخ
بين القرنين الحادي عشر والسادس عشر، دخلت العديد من القبائل إلى المنطقة من جميع الاتجاهات. بين القرنين السادس عشر والثامن عشر، كانت المنطقة الساحلية مركزًا تجاريًا مهمًا بالنسبة للأوروبيين الباحثين عن العبيد، مما أكسب توغو والمنطقة المحيطة بها اسم «ساحل الرقيق». في عام 1884، أعلنت ألمانيا توغولاند محمية. بعد الحرب العالمية الأولى، انتقلت السيطرة على توغو إلى فرنسا. اكتسبت توغو استقلالها عن فرنسا في عام 1960. وفي عام 1967، قاد غناسينغبي إياديما انقلابًا عسكريًا ناجحًا ليصبح رئيسًا للبلاد. حين وفاته في عام 2005، كان إياديما أحد الزعماء الأطول خدمة في تاريخ أفريقيا الحديث، بعد أن كان رئيسًا لمدة 38 عامًا. في عام 2005، انتخب نجله فور غناسينغبي رئيسًا للبلاد.

### قبل الاستعمار
بدأت تجارة الرقيق في القرن السادس عشر، وعلى مدى مائتي عام، كانت المنطقة الساحلية مركزا تجاريا رئيسيًا للأوروبيين بحثا عن العبيد، وكسب توغو والمنطقة المحيطة بها اسم «ساحل الرقيق».

### الحقبة الاستعمارية (1884-1960)

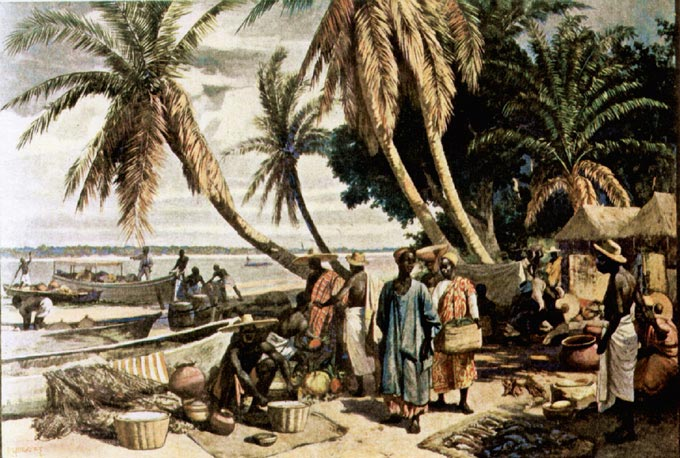
توغولاند (رودولف هيلجروي, 1908).

في عام 1884، تم التوقيع على معاهدة في توغوفيل مع الملك ملابا الثالث، حيث ادعت ألمانيا حماية على امتداد الأراضي على طول الساحل ووسعت تدريجيًا سيطرتها الداخلية. وحددت حدودها بعد استيلاء القوات الألمانية على المناطق النائية وتوقيع اتفاقيات مع فرنسا وبريطانيا. في عام 1905، صارت مستعمرة توغولاند الألمانية. واضطر السكان المحليون إلى العمل، وزراعة القطن والبن والكاكاو ودفع ضرائب عالية. وشيدت سكة حديد وميناء لومي لتصدير المنتجات الزراعية. وقدّم الألمان تقنيات حديثة لزراعة الكاكاو والبن والقطن وقاموا بتطوير البنية التحتية.
خلال الحرب العالمية الأولى، غزت بريطانيا وفرنسا توغولاند، وأعلناها ملكية إنجليزية الفرنسية. وفي 7 ديسمبر 1916 انهارت الشقة وانقسمت توغو إلى منطقتين بريطانية وفرنسية. 20 يوليو 1922 تلقت بريطانيا العظمى ولاية عصبة الأمم التي تحكم الجزء الغربي من توغو وفرنسا لحكم الجزء الشرقي. وفي عام 1945، تلقت البلاد الحق في إرسال ثلاثة ممثلين للبرلمان الفرنسي.
بعد الحرب العالمية الثانية، أصبحت هذه الولايات أقاليم الأمم المتحدة الاستئمانية. صوت سكان توغولاند البريطانية للانضمام إلى ساحل الذهب كجزء من دولة غانا المستقلة الجديدة في عام 1957. أصبحت توغولاند الفرنسية جمهورية مستقلة داخل الاتحاد الفرنسي في عام 1959، في حين احتفظت فرنسا بالحق في السيطرة على الدفاع والعلاقات الخارجية والمالية.

### الاستقلال (1960 - حتى الآن)

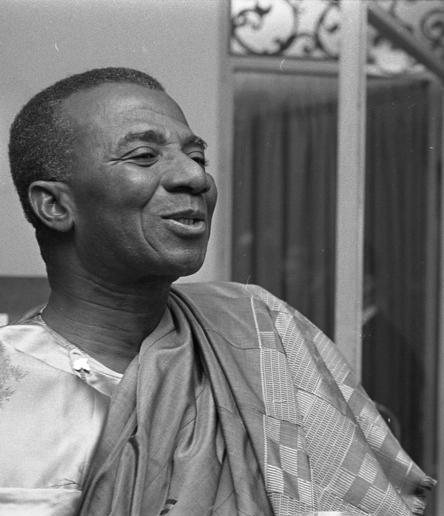
سيلفانوس أوليمبيو.

أعلنت جمهورية توغو في 27 أبريل 1960. وفي أول انتخابات رئاسية في عام 1961، أصبح سيلفانوس أوليمبيو أول رئيس يحصل على 100 في المائة من الأصوات. وقاطعت المعارضة الانتخابات. وفي 9 أبريل 1961، اعتمد دستور توغو، الذي جاء بموجبه أن الهيئة التشريعية العليا هي الجمعية الوطنية لتوغو.
وفي ديسمبر 1961، ألقي القبض على زعماء أحزاب المعارضة لأنهم اتهموا بإعداد مؤامرة مناهضة للحكومة. وقد صدر مرسوم بشأن حل أحزاب المعارضة. كان أوليمبيو يحاول أساسا تقليل الاعتماد على فرنسا من خلال إقامة تعاون مع الولايات المتحدة وبريطانيا العظمى وألمانيا. كما رفض جهود الجنود الفرنسيين الذين سُرحوا بعد الحرب في الجزائر وحاولوا الحصول على منصب في الجيش التوغولي. أدت هذه العوامل في نهاية المطاف إلى انقلاب عسكري في 13 يناير 1963، حيث اغتيل من قبل مجموعة من الجنود تحت إشراف الرقيب إتيان إيديما غناسينغبي. وأعلنت حالة الطوارئ في توغو.
وسلم الجيش السلطة إلى حكومة مؤقتة برئاسة نيكولاس غرونيتسكي. في مايو 1963 انتخب غرونيتسكي رئيسا للجمهورية. اتبعت القيادة الجديدة سياسة تطوير العلاقات مع فرنسا. وكان هدفه الرئيسي هو تقليص التناقضات بين الشمال والجنوب، وإصدار دستور جديد (1963) وإدخال نظام متعدد الأحزاب.
وبعد أربع سنوات بالضبط، في 13 يناير 1967، أطاح إيديما غناسينغبي غرونيتسكي في انقلاب غير دموي وتولّى الرئاسة. وأنشأ حزب «التجمع من أجل الشعب التوغولي»، وحظر أنشطة الأحزاب السياسية الأخرى، وأدخل نظام الحزب الواحد في نوفمبر 1969. وأعيد انتخابه في عامي 1979 و 1986. وفي عام 1983، بدأ برنامج الخصخصة وفي عام 1991 الأحزاب السياسية الأخرى. وفي عام 1993 جمّد الاتحاد الأوروبي هذه الشراكة ووصف إعادة انتخاب إياديما في عامي 1993 و 1998 وعام 2003، مثل الاستيلاء على السلطة. وفي أبريل 2004، عقدت في بروكسل محادثات بين الاتحاد الأوروبي وتوغو بشأن استئناف التعاون.
توفي إيديما غناسينغبي فجأة في 5 فبراير 2005 بعد 38 عاما في السلطة، وهي أطول احتلال لأي ديكتاتور في أفريقيا. وقد أثار تنصيب الجيش فورا لابنه، فور غناسينغبي، رئيسا لإدانة دولية واسعة النطاق، باستثناء فرنسا. وقد دعم بعض القادة الأفارقة المنتخبين ديمقراطيا مثل عبد الله واد من السنغال وأولوسيجون أوباسانجو من نيجيريا هذه الخطوة، مما أدى إلى حدوث خلل داخل الاتحاد الأفريقي.
غناسينغبي ترك السلطة وعقد الانتخابات، التي فاز بها بعد شهرين. وأعلنت المعارضة أن نتائج الانتخابات كانت مزورة. وقد أدت الأحداث التي وقعت في عام 2005 إلى إعادة التساؤل عن الالتزام بالديمقراطية الذي تعهدت به توغو في محاولة لتطبيع العلاقات مع الاتحاد الأوروبي، الذي قطع المساعدات في عام 1993 إلى حالة عدم اليقين المتعلقة بحالة حقوق الإنسان. وبالإضافة إلى ذلك، لقي ما يصل إلى 400 شخص مصرعهم بسبب أعمال العنف السياسي المحيطة بالانتخابات الرئاسية، وفقا لما ذكرته الأمم المتحدة. فرَّ حوالي 40,000 توغولي إلى البلدان المجاورة. أُعيد انتخاب فور غناسينغبي في عامي 2010 و2015.

## الجغرافيا

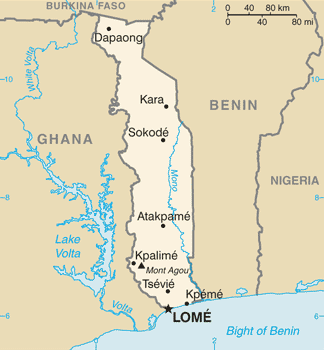
خريطة توغو

تبلغ مساحة توغو 56585 كيلومترا مربعا (21,925 ميل مربع) وهي واحدة من أصغر البلدان في أفريقيا. وهي يحدها خليج بنين من الجنوب. غانا تقع إلى الغرب؛ بنين إلى الشرق؛ وإلى الشمال تحدها بوركينا فاسو. وتوغو تقع في الغالب بين خطي عرض 6 ° و 11 ° شمالا وخطي طول 0 ° و 2 ° شرقا.
ساحل توغو على خليج غينيا يبلغ طوله 56 كم ويتكون من البحيرات ذات الشواطئ الرملية. في الشمال تتميز أراضي السافانا المتداول بلطف على النقيض من وسط البلاد، والتي تتميز التلال. جنوب توغو يتميز السافانا وهضبة الغابات التي تصل إلى سهل ساحلي مع البحيرات والمستنقعات واسعة.
أعلى جبل في البلاد هو مونت أغو في 986 متر فوق مستوى سطح البحر. أطول نهر هو نهر مونو بطول 400 كم. وهو يمتد من الشمال إلى الجنوب.

### المناخ
المناخ استوائي عموما مع متوسط درجات حرارة تتراوح بين 23 درجة مئوية (73 درجة فهرنهايت) على الساحل إلى حوالي 30 درجة مئوية (86 درجة فهرنهايت) في المناطق الشمالية، مع مناخ جاف وخصائص السافانا الاستوائية. ويوجد في الجنوب موسمان من الأمطار (الأول بين أبريل ويوليو، والثاني بين سبتمبر ونوفمبر)، على الرغم من أن متوسط هطول الأمطار ليس مرتفعا جدا.

### النباتات والحيوانات
ويتميز ساحل توغو بالأهوار وأشجار المنغروف. ويؤدي النمو السكاني المرتفع إلى إزالة الغابات بسرعة، مما يعرض العديد من الأنواع للخطر. تم إنشاء ما لا يقل عن أربعة المتنزهات والاحتياطيات: محمية عبد الله، محمية فازاو مالفاكاسا الوطنية، حديقة فوس أوكس ليونز الوطنية، وحديقة كيران الوطنية. أكثر الحيوانات التي لوحظت هي الزرافات، جاموس الرأس، الضباع، والأسود. ولا يزال عدد قليل من الفيلة. الطيور الشائعة هي اللقالق والرافعات والمرابو.

## السياسة والحكومة

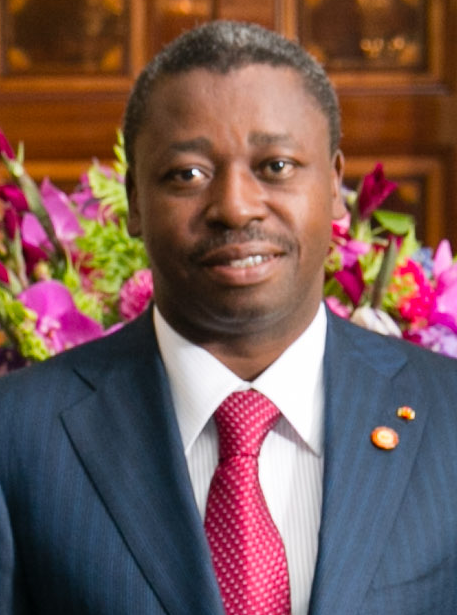
الرئيس الحالي لتوغو فور غناسينغبي منذ عام 2005.

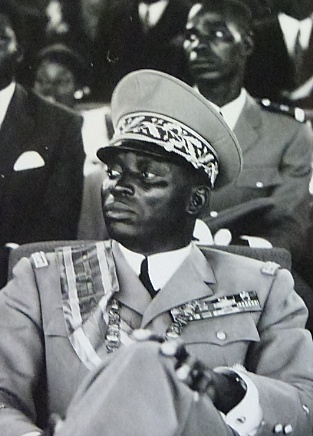
غناسينغبي إياديما حكم توغو من عام 1967 حتى وفاته في عام 2005.

ينتخب الرئيس بالاقتراع العام المباشر لمدة 5 سنوات. وهو أيضا قائد القوات المسلحة وله الحق في الشروع في تشريع وحل البرلمان. ويمارس الرئيس التنفيذي والحكومة السلطة التنفيذية. رئيس الحكومة هو رئيس الوزراء، الذي يعينه الرئيس.
إن تحول توغو إلى الديمقراطية متوقف. ولا تزال مؤسساتها الديمقراطية ناشئة وهشّة. وقد توفي الرئيس غناسينغبي إياديما، الذي حكم توغو في ظل نظام الحزب الواحد، بسبب إصابته بأزمة قلبية في 5 فبراير 2005. وكان مريضا للغاية، وهو ينقل بالطائرة إلى بلد أجنبي للرعاية. توفي في العبور بينما فوق تونس. وبموجب دستور توغو، كان ينبغي لرئيس البرلمان، فامباري واتارا ناتشابا، أن يصبح رئيسا للبلاد، ريثما تجرى انتخابات رئاسية جديدة في غضون ستين يوما. كان ناتشابا خارج البلاد، وعاد على متن طائرة إير فرانس من باريس.
وأغلق الجيش التوغولي، المعروف باسم القوات المسلحة التوغولية حدود البلاد، مما أجبر الطائرة على الهبوط في بينن المجاورة. وباستخدام فراغ ميكانيكي في السلطة، صوّت البرلمان على إلغاء الشرط الدستوري الذي كان سيطلب إجراء انتخابات في غضون ستين يوما، وأعلن أن نجل إياديما، فور غناسينغبي، سيرث الرئاسة ويتولى منصبه لبقية مدة والده. أدى فور اليمين في 7 فبراير 2005، على الرغم من الانتقادات الدولية للخلافة.
ووصف الاتحاد الأفريقي عملية الاستيلاء بأنها انقلاب عسكري. وجاء الضغط الدولي أيضا من الأمم المتحدة. وفي توغو، توجت المعارضة بالاستيلاء على أعمال شغب توفي فيها عدة مئات. وكانت هناك انتفاضات في العديد من المدن والبلدات، وتقع أساسا في الجزء الجنوبي من البلد. في بلدة أنيهو تقارير عن انتفاضة مدنية عامة تليها مذبحة واسعة النطاق من قبل القوات الحكومية لم يبلغ عنها إلى حد كبير. وردا على ذلك، وافق فور غناسينغبي على إجراء الانتخابات وفي 25 فبراير، استقال غناسينغبي من منصب الرئاسة، ولكن قبل ذلك بوقت قصير قبول الترشيح للمكتب في أبريل.
وفي 24 أبريل 2005، انتخب غناسينغبي رئيسا لتوغو، حيث حصل على أكثر من 60 في المائة من الأصوات وفقا للنتائج الرسمية. وكان منافسه الرئيسي في السباق إيمانويل بوب اكيتاني من اتحاد قوى التغيير أو اتحاد قوى التغيير. ومع ذلك، كان يشتبه في الغش الانتخابي، بسبب نقص الاتحاد الأوروبي أو غيرها من الرقابة المستقلة. عيّن البرلمان نائب الرئيس، بونفوه عباس، رئيسا مؤقتا حتى تنصيبه. وفي 3 مايو 2005، أدى فور غناسينغبي اليمين الدستورية حيث قام الرئيس الجديد والاتحاد الأوروبي بتعليق المساعدات المقدمة إلى توغو دعما لمطالبات المعارضة، على عكس الاتحاد الأفريقي والولايات المتحدة التي أعلنت أن التصويت «معقول إلى حد معقول». سعى الرئيس النيجيري ورئيس الاتحاد الأفريقي أولوسيجون أوباسانجو إلى التفاوض بين الحكومة الحالية والمعارضة لإنشاء حكومة ائتلافية، لكنه رفض تعيين مفوضية الاتحاد الأفريقي للرئيس الزامبي السابق كينيث كاوندا كمبعوث خاص للاتحاد الأفريقي إلى توغو. وفي يونيو، عين الرئيس غناسينغبي زعيم المعارضة إديم كودجو رئيسا للوزراء.
وفي أكتوبر 2007، وبعد عدة تأجيلات، أجريت الانتخابات في إطار التمثيل النسبي. وقد سمح ذلك للشمال الأقل سكانا بمقعد عدد كبير من النواب مثل الجنوب الأكثر سكانا. وحصل حزب التجمع الشعبي الذي يدعمه الرئيس على اغلبية مطلقة مع الجبهة المتحدة الثورية في المركز الثاني والاطراف الأخرى التي تدعي عدم تمثيلها. مرة أخرى، تم توجيه اتهامات تزوير إلى الجيش الشعبي الرواندي المدعوم من جهاز الأمن المدني والعسكري. وعلى الرغم من وجود بعثة مراقبين من الاتحاد الأوروبي، ألغيت بطاقات الاقتراع والتصويت غير القانوني، ومعظمها في معاقل ربت. وأعلن المجتمع الدولي الانتخابات بصورة عادلة وأثنى عليها كنموذج مع تخويف قليل وقلة من أعمال العنف لأول مرة منذ إعادة نظام تعدد الأحزاب. وفي 3 ديسمبر 2007، تم تعيين كوملان مالي من حزب ربت في منصب رئيس الوزراء خلف أغبويبور. بيد أنه في 5 سبتمبر 2008، وبعد 10 أشهر فقط من منصبه، استقال مالي من منصب رئيس وزراء توغو.
فاز فور غناسينغبي بإعادة انتخابه في الانتخابات الرئاسية في مارس 2010، حيث حصل على 61% من الأصوات ضد جان بيير فابر من حزب الجبهة المتحدة، الذي كان مدعوما من قبل ائتلاف معارض يسمى الجبهة الجمهورية للتغيير. على الرغم من أن انتخابات مارس 2010 كانت سلمية إلى حد كبير، لاحظ مراقبو الانتخابات «الأخطاء الإجرائية» والمشاكل التقنية، والمعارضة لم تعترف بالنتائج، مدعيا أن المخالفات قد أثرت على النتيجة. وتبعت الاحتجاجات الدورية الانتخابات. في مايو 2010، أعلن زعيم المعارضة منذ فترة طويلة جيلكريست أولمبيو أنه سيبرم اتفاق تقاسم السلطة مع الحكومة، وهو ترتيب التحالف الذي يوفر وفك مع ثمانية مناصب وزارية. وفي يونيو 2012، دفعت الإصلاحات الانتخابية المتظاهرين إلى النزول إلى الشارع في لومي لعدة أيام؛ سعى المتظاهرون إلى العودة إلى دستور عام 1992 من شأنه أن يعيد فرض حدود الرئاسة. يوليو 2012، استقالة مفاجئة لرئيس الوزراء، جيلبرت هونجبو. وبعد أيام، عين وزير التجارة، كويسي أهومي - زونو، رئيسا للحكومة الجديدة. وفي الشهر نفسه، اقتحمت قوات الأمن منزل زعيم المعارضة جان بيار فابر، وحشد الآلاف من المتظاهرين مرة أخرى علنا ضد الحملة الحكومية.

### التقسيمات الإدارية

أقاليم توغو

تنقسم توغو إلى 5 مناطق، تنقسم بدورها إلى 30 مقاطعة. من الشمال إلى الجنوب المناطق هي سافانس، كارا، المركزية، والهضاب البحرية.

### العلاقات الخارجية
على الرغم من أن سياسة توغو الخارجية غير منحازة، فإنها تتمتع بعلاقات تاريخية وثقافية قوية مع أوروبا الغربية، وخاصة فرنسا وألمانيا. وتعترف توغو بجمهورية الصين الشعبية وكوريا الشمالية وكوبا. وقد أعادت العلاقات مع إسرائيل في عام 1987.
وتوغو تتبع سياسة خارجية نشطة وتشارك في العديد من المنظمات الدولية. وهي نشطة بشكل خاص في الشؤون الإقليمية غرب أفريقيا وفي الاتحاد الأفريقي. والعلاقات بين توغو والدول المجاورة جيدة عموما.

### القوات المسلحة
الجيش توغو، في القوات المسلحة التونسية الفرنسية (أرمييس توغولايسيس)، القوات المسلحة التوغولية)، ويتألف من الجيش والبحرية والقوات الجوية والدرك. وبلغ مجموع النفقات العسكرية خلال السنة المالية 2005 ما نسبته 1.6 في المائة من الناتج المحلي الإجمالي للبلد. وتوجد قواعد عسكرية في لومي، وتيمدجا، وكارا، ونيامتوغو، ودابونغ. والرئيس الحالي للأركان العامة هو العميد تيتيكبينا أتشا محمد، الذي تولى منصبه في 19 مايو 2009. وقد تم تجهيز سلاح الجو مع طائرات ألفا.

## الاقتصاد

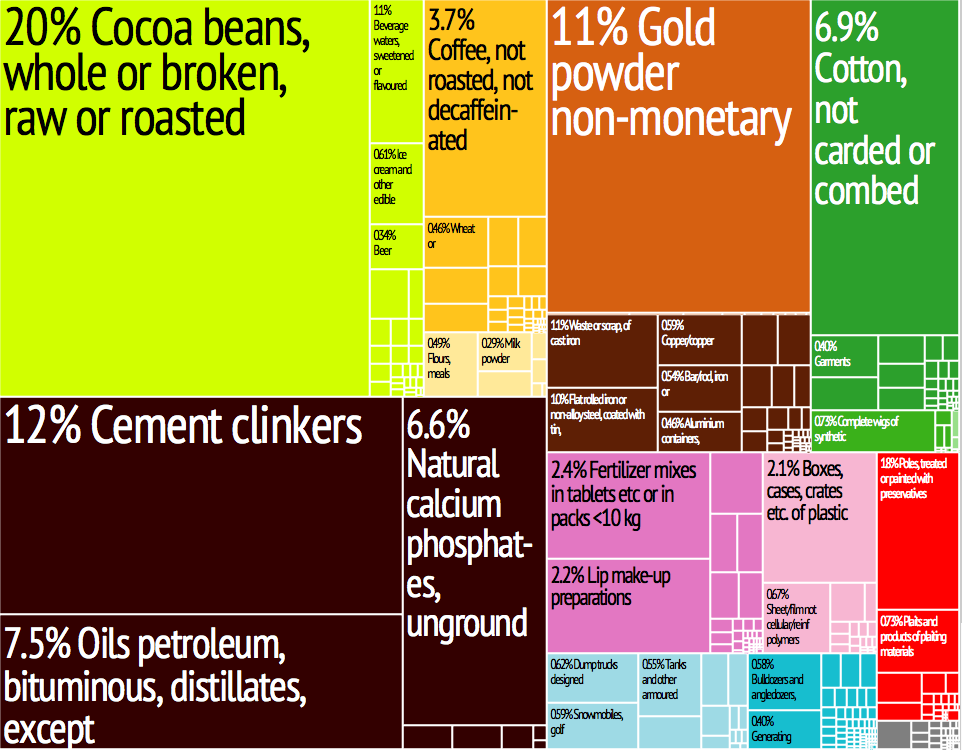
رسم بياني لصادرات منتجات توغو في 28 فئة مرمزة.

من بين أصغر البلدان في أفريقيا، تتمتع توغو بأعلى مستويات المعيشة في القارة بسبب رواسبها الفوسفاتية القيمة وقطاع التصدير المتطور القائم على المنتجات الزراعية مثل البن وفاصوليا الكاكاو والفول السوداني (الفول السوداني) معا تولد ما يقرب من 30% من عائدات التصدير. وتحتل الأراضي الخصبة 11.3 في المائة من البلد، ومعظمها تم تطويره. المحاصيل الرئيسية هي الكسافا وأرز الياسمين والذرة والدخن. من القطاعات الهامة الأخرى التي تلعب دوراً في اقتصاد البلاد إنتاج الجعة وصناعة الغزل والنسيج. والمشكلة الدائمة هي نقص الكهرباء، لأن البلد لا يستطيع إنتاج سوى ثلث استهلاكه، أما الباقي فهو مشمول بالواردات من غانا ونيجيريا. بيد أن انخفاض أسعار السوق للسلع الأساسية التصديرية الرئيسية في توغو، مقترنا بالحالة السياسية المتقلبة في التسعينات وأوائل القرن الحادي والعشرين، كان له أثر سلبي على الاقتصاد.
وتوغو واحدة من أقل البلدان نموا، ولا تزال الحالة الاقتصادية غير مستقرة. وتوغو تعمل كمركز تجاري وتجاري إقليمي. وقد توقفت الجهود التي بذلتها الحكومة منذ عقد من الزمان، بدعم من البنك الدولي وصندوق النقد الدولي، من أجل إجراء إصلاحات اقتصادية، لتشجيع الاستثمار وخلق التوازن بين الدخل والاستهلاك. وأدت الاضطرابات السياسية، بما في ذلك إضرابات القطاعين الخاص والعام خلال عامي 1992 و 1993، إلى تعريض برنامج الإصلاح للخطر، وقلصت القاعدة الضريبية، وأدت إلى تعطيل النشاط الاقتصادي الحيوي.
احتلت توغو المركز 114 في مؤشر الابتكار العالمي عام 2023. لكنها تراجعت للمركز 117 في مؤشر عام 2024.
تستورد توغو الآلات والمعدات والمنتجات النفطية والمواد الغذائية. تتوزع الدول الرئيسية التي تستورد منها توغو بين فرنسا (21.1٪) وهولندا (12.1٪) وكوت ديفوار (5.9٪) وألمانيا (4.6٪) وإيطاليا (4.4٪) وجنوب أفريقيا 4.3% والصين (4.1٪. والصادرات الرئيسية هي الكاكاو، والاسم المنسوب لأب، وإعادة تصدير السلع، والفوسفات والقطن. وشركات التصدير الرئيسية هي بوركينا فاسو (16.6%)، والصين(15.4%)، وهولندا (13%) وبنين (9.6%) ومالي (7.4٪).
وفيما يتعلق بالإصلاحات الهيكلية، أحرزت توغو تقدما في تحرير الاقتصاد، ولا سيما في ميادين التجارة وأنشطة الموانئ. غير أن برنامج الخصخصة لقطاع القطن والاتصالات السلكية واللاسلكية وإمدادات المياه يبدو متوقفا. ولا يوجد حاليا في البلد أي دين بسبب المساعدة المالية من الخارج، بينما من المرجح أن تكون توغو من بين أكثر البلدان المستفيدة في إطار مبادرة المساعدة المقدمة إلى البلدان الفقيرة المثقلة بالديون.
12 يناير 1994 خفض قيمة العملة بنسبة 50 في المائة وفر حافزا هاما لتجديد التكيف الهيكلي؛ وتيسر هذه الجهود بنهاية الصراع في عام 1994 والعودة إلى الهدوء السياسي العلني. ويعتمد التقدم على زيادة الانفتاح في العمليات المالية الحكومية (لاستيعاب نفقات الخدمات الاجتماعية المتزايدة) واحتمال تقليص حجم القوات المسلحة التي يتوقف النظام على البقاء فيها. وأدى نقص المعونة، إلى جانب انخفاض أسعار الكاكاو، إلى انخفاض الناتج المحلي الإجمالي بنسبة 1 في المائة في عام 1998، مع استئناف النمو في عام 1999. وتوغو عضو في منظمة تنسيق قانون الأعمال في أفريقيا.

### الزراعة
الزراعة هي العمود الفقري للاقتصاد، على الرغم من أنها تعاني من نقص مزمن في الأموال لشراء معدات الري والأسمدة، مما يقلل بشكل كبير من أدائها. وحققت الزراعة 28.2% من الناتج المحلي الإجمالي في عام 2012، واستخدمت 49% من السكان العاملين في عام 2010. والبلد أساسا مكتف ذاتيا في إنتاج الأغذية. وتهيمن تربية المواشي على الإنتاج الحيواني.

### التعدين
نتج عن التعدين حوالي 33.9% من الناتج المحلي الإجمالي في عام 2012، واستخدم 12% من السكان في عام 2010. وتوغو لديها رابع أكبر رواسب الفوسفات في العالم. ويبلغ إنتاجها 2.1 مليون طن سنويا. غير أنه منذ منتصف التسعينات، حدث انخفاض في صناعة التعدين، وستحتاج الحكومة إلى الاستثمار بكثافة في استدامتها. وتواجه صناعة التعدين صعوبات بسبب انخفاض أسعار الفوسفات في الأسواق العالمية وزيادة المنافسة الأجنبية. وهناك أيضا احتياطيات من الحجر الجيري والرخام والملح. وتوفر الصناعة 20.4% فقط من الدخل القومي، لأنها تتكون فقط من عدد قليل من الصناعات الخفيفة والبنائين. وتتيح احتياطيات كبيرة من الحجر الجيري لتوغو إنتاج الأسمنت.

## التركيبة السكانية

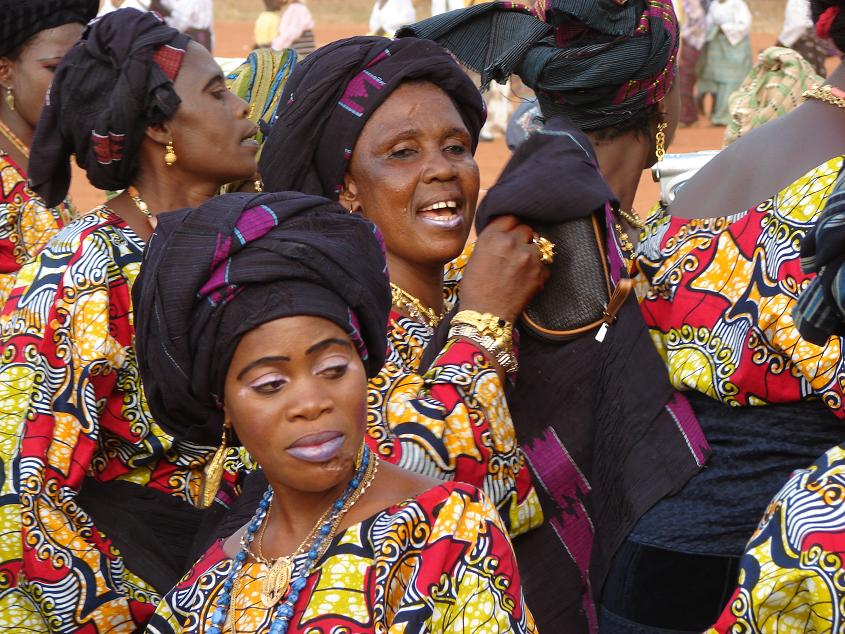
المرأة التوغولية في سوكودي.

أظهرت أرقام جديدة من تعداد نوفمبر 2010 أن توغو يبلغ عدد سكانها 6,191,155 نسمة، أي أكثر من ضعف العدد الإجمالي الذي تم عده في التعداد الأخير. وأظهر هذا التعداد، الذي أجري في عام 1981، أن عدد سكان البلد يبلغ 577 719 2 نسمة. وقد نمت العاصمة وأكبر مدينة، لومي، من 375,499 في عام 1981 إلى 837,437 في عام 2010. عندما يتم إضافة سكان المناطق الحضرية المحيطة بمحافظة غولف، تضم تعداد لومي 1,477,660 نسمة في عام 2010.
ومن المدن الأخرى في توغو وفقا للتعداد الجديد سوكودي (95,070) وكارا (94,878) وكباليمي (75,084) وأتاكبامي (69,261) ودابونغ (58,071) وتسييفي (54,474). ويبلغ عدد سكانها 6,619,000 نسمة (اعتبارا من 2009)، تعد توغو الدولة ال 107 الأكبر بين السكان. ويعيش معظم السكان (65 في المائة) في قرى ريفية مخصصة للزراعة أو المراعي. سكان توغو يظهر نموا قويا: من عام 1961 (بعد الاستقلال) إلى عام 2003 خمس مرات.

### الجماعات العرقية

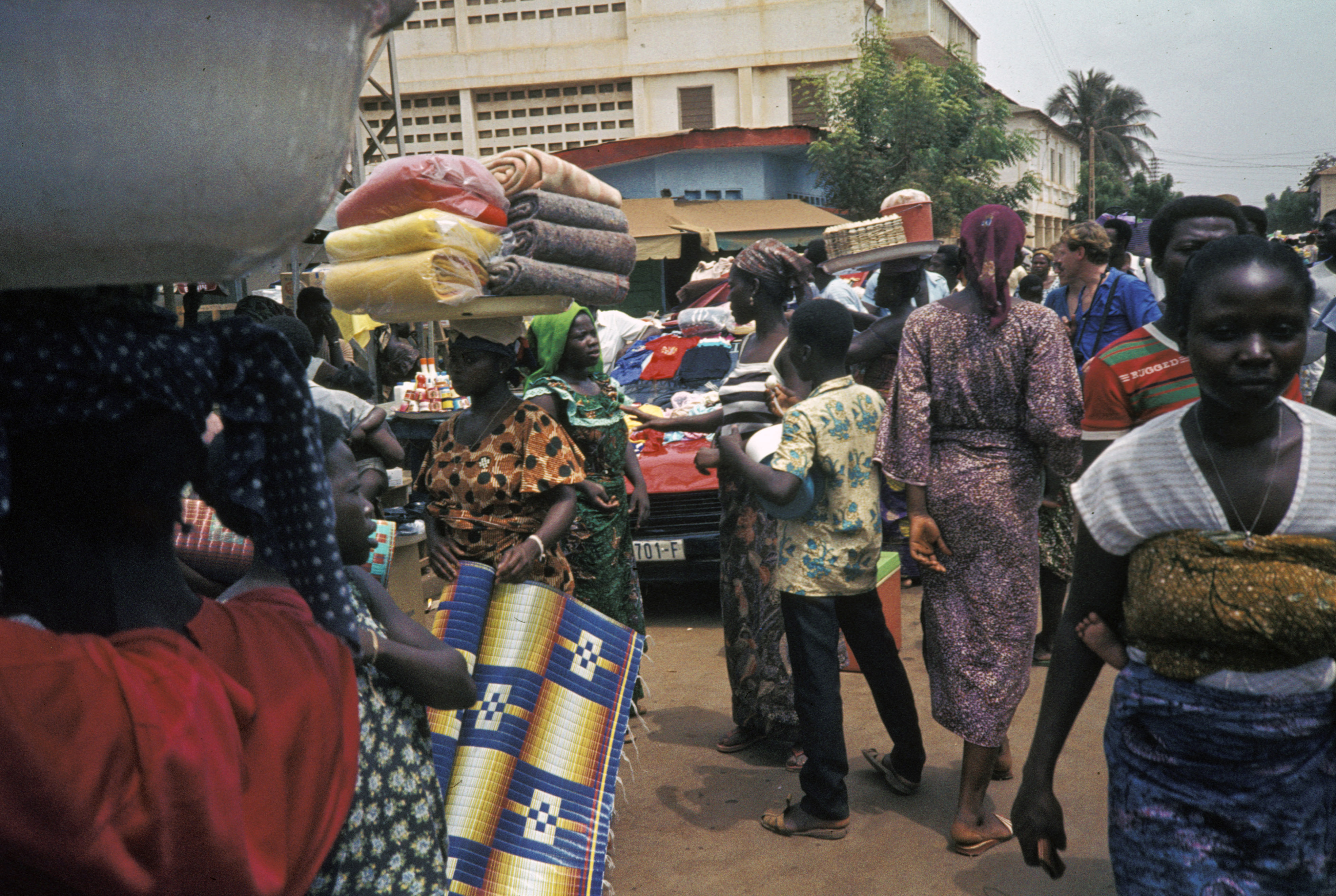
شعب توغو

توجد في توغو نحو 40 مجموعة إثنية مختلفة، معظمها من الإيوي في الجنوب، الذين يشكلون 32 في المائة من السكان. على طول الساحل الجنوبي يمثلون 21% من السكان. كما وجدت كوتوكولي أو تيم وتشامبا في وسط وشعب كابي في الشمال (22٪). وأواتشيس 14% من السكان. في بعض الأحيان تعتبر إويس وواتشيس هي نفسها، ولكن الفرنسيين الذين درسوا كلا المجموعتين يعتبرونهم أشخاصا مختلفين. وتشمل المجموعات العرقية الأخرى شعب مينا، وموسي، وأجا (حوالي 8٪). وهناك أيضًا عدد من السكان الأوروبيين الذين يشكلون أقل من 1٪.

### الديانة

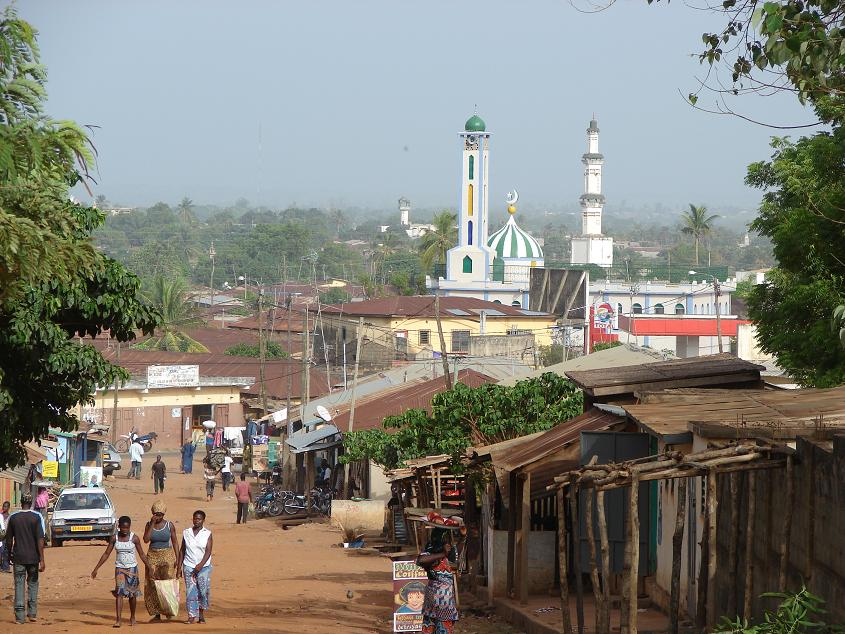
مسجد في مدينة سوكودي.

وفقا لكتاب حقائق وكالة المخابرات المركزية، حوالي 29% من السكان مسيحيون، و 20% مسلمون، و 51% يحملون معتقدات السكان الأصليين.
حوالي 50% من السكان يلتزمون بالمعتقدات الأفريقية التقليدية بما في ذلك الحيوانات، والنشوة (خاصة المشتركة)، وطائفة الأجداد، وقوى الطبيعة، وما إلى ذلك بدأت المسيحية في الانتشار من منتصف القرن الخامس عشر، بعد وصول البرتغاليين المستعمرين.

### اللغات
توغو بلد متعدد اللغات. وفقا لعدد واحد، يتحدث 39 لغة. من هذه اللغات الرسمية هي الفرنسية. تم تعيين لغتين من اللغات الأصلية المنطوقة سياسيا كلغات وطنية في عام 1975: إوي (إيوي: بزيغ؛ الفرنسية: إيف) وكابيي.
وتستخدم اللغة الفرنسية في التعليم الرسمي والإدارة والتجارة. الإيوي هي لغة التواصل الأوسع في الجنوب. وظائف تيم إلى حد محدود كلغة تجارية في بعض المدن الشمالية. رسميا، الإيوي وكابي هي «لغات وطنية»، والتي في سياق توغو تعني اللغات التي يتم الترويج لها في التعليم الرسمي واستخدامها في وسائل الإعلام.

## الصحة
كان الإنفاق الصحي 5.2% من الناتج المحلي الإجمالي في عام 2014، الذي يحتل المرتبة ال 45 في العالم. ويبلغ معدل وفيات الرضع 43.7 حالة وفاة لكل 1000 طفل في عام 2016. وبلغ العمر المتوقع للذكور عند الولادة 62.3 في عام 2016، في حين بلغ 67.7 سنة للإناث. كان هناك 5 أطباء لكل 100000 شخص في عام 2008. وفقا لتقرير اليونيسف لعام 2013, تعرضت 4% من النساء في توغو لتشويه الأعضاء التناسلية للإناث، وهي نسبة أقل بكثير من بلدان أخرى في المنطقة.
وفي عام 2015، بلغ معدل الوفيات النفاسية لكل 000 100 ولادة توغو 368 حالة، مقابل 350 حالة وفاة في عام 2010 و 539.7 حالة وفاة في عام 1990. ويبلغ معدل وفيات الأطفال دون سن الخامسة 100 لكل 000 1 مولود، وتبلغ وفيات الولدان كنسبة مئوية من وفيات الأطفال دون الخامسة. 32 - وفي توغو، يبلغ عدد القابلات لكل 000 1 ولادة حية 2 وخطر وفاة النساء الحوامل مدى الحياة هو 1 في 67.
وفي عام 2016، كان 5,100 شخص مصابون بفيروس نقص المناعة البشرية / الإيدز.

## التعليم
التعليم في توغو إلزامي لمدة ست سنوات. وفي عام 1996، بلغ المعدل الإجمالي للالتحاق بالمدارس الابتدائية 119.6 في المائة، وبلغ صافي معدل الالتحاق بالمدارس الابتدائية 81.3 في المائة. وفي عام 2011، بلغ معدل الالتحاق الصافي 94 في المائة، وهو من أفضل المعدلات في منطقة غرب أفريقيا. ويعاني نظام التعليم من نقص المعلمين، وانخفاض نوعية التعليم في المناطق الريفية، وارتفاع معدلات الرسوب والتسرب.

## الثقافة

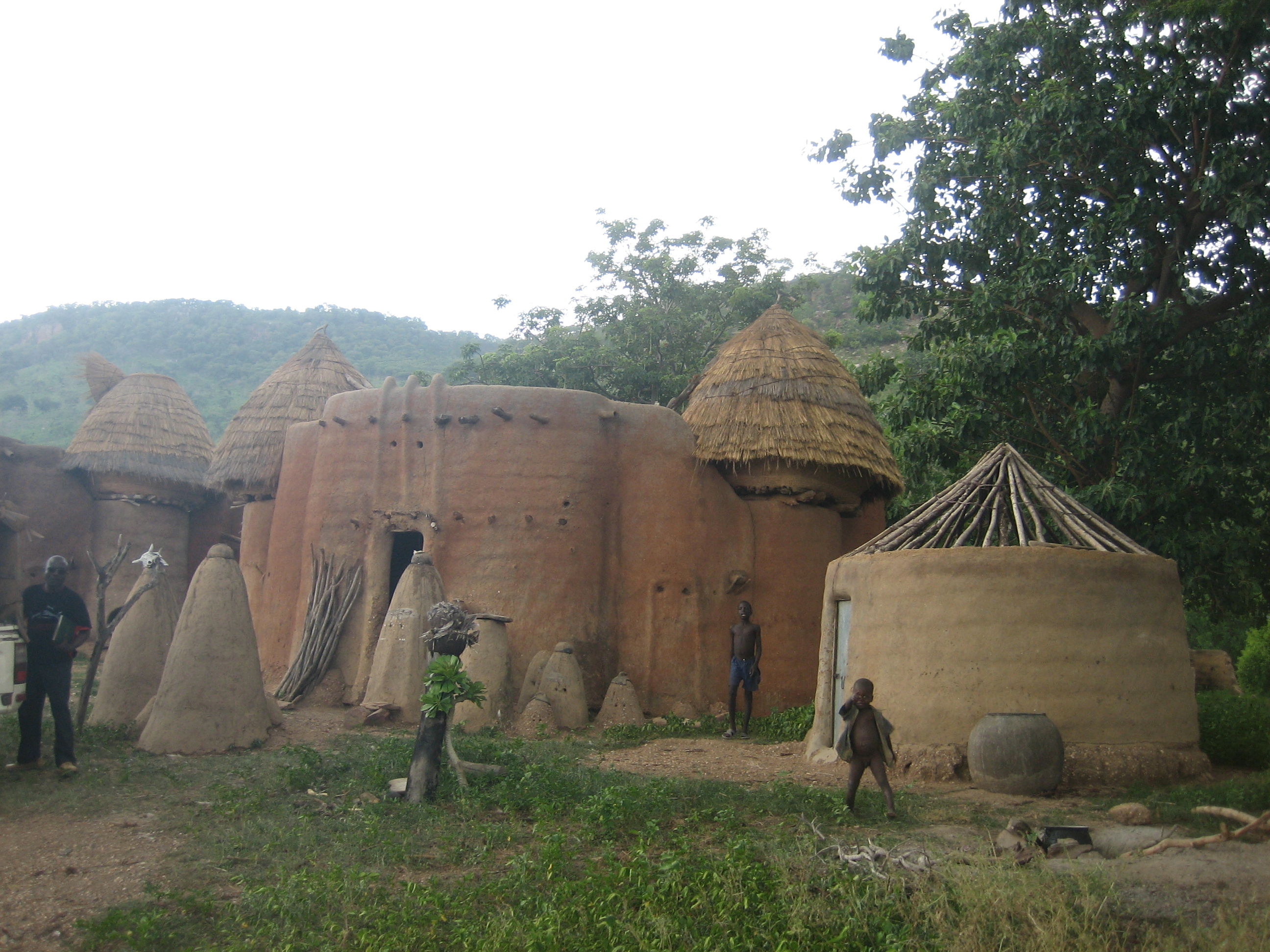
تقليدي، تابيرما، البيوت.

تعكس ثقافة توغو تأثيرات جماعاتها الإثنية العديدة، التي هي الأكبر والأكثر تأثيرا هي الإيوي ومينا وتيم وتشامبا وكابري.
وعلى الرغم من تأثير المسيحية والإسلام، فإن أكثر من نصف سكان توغو يتبعون الممارسات والمعتقدات المتحركة الأصلية.
يتميز التماثيل النعجة التماثيل الشهيرة التي توضح عبادة إبيجي. تم استخدام المنحوتات وجوائز الصيد بدلا من الأقنعة الأفريقية في كل مكان. يشتهر الخشب من كلوتو «سلاسل الزواج»: حرفان مرتبطان بحلقات مستمدة من قطعة واحدة فقط من الخشب.
الباتيك النسيج مصبوغ من المركز الفني من كلوتو تمثل مشاهد منمقة وملونة من الحياة اليومية القديمة. والمربعات المستخدمة في احتفالات النساجون أساهون مشهورة. أعمال الرسام سوكي إدوره مستوحاة من الحدود القاحلة الهائلة، التي اجتاحتها الرياح الجافة، وحيث تحافظ التربة على مطبوعات الرجال والحيوانات. فني البلاستيك بول أهي معترف بها دوليا اليوم. كان يمارس «زوتا»، وهو نوع من بيرونغرافينغ، وإنجازاته الضخمة تزين لومي.

### المطبخ

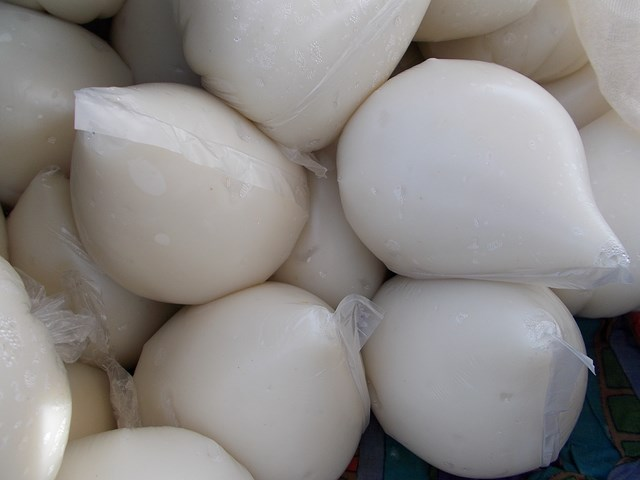
أكبان، حلوى مشهورة في توغو.

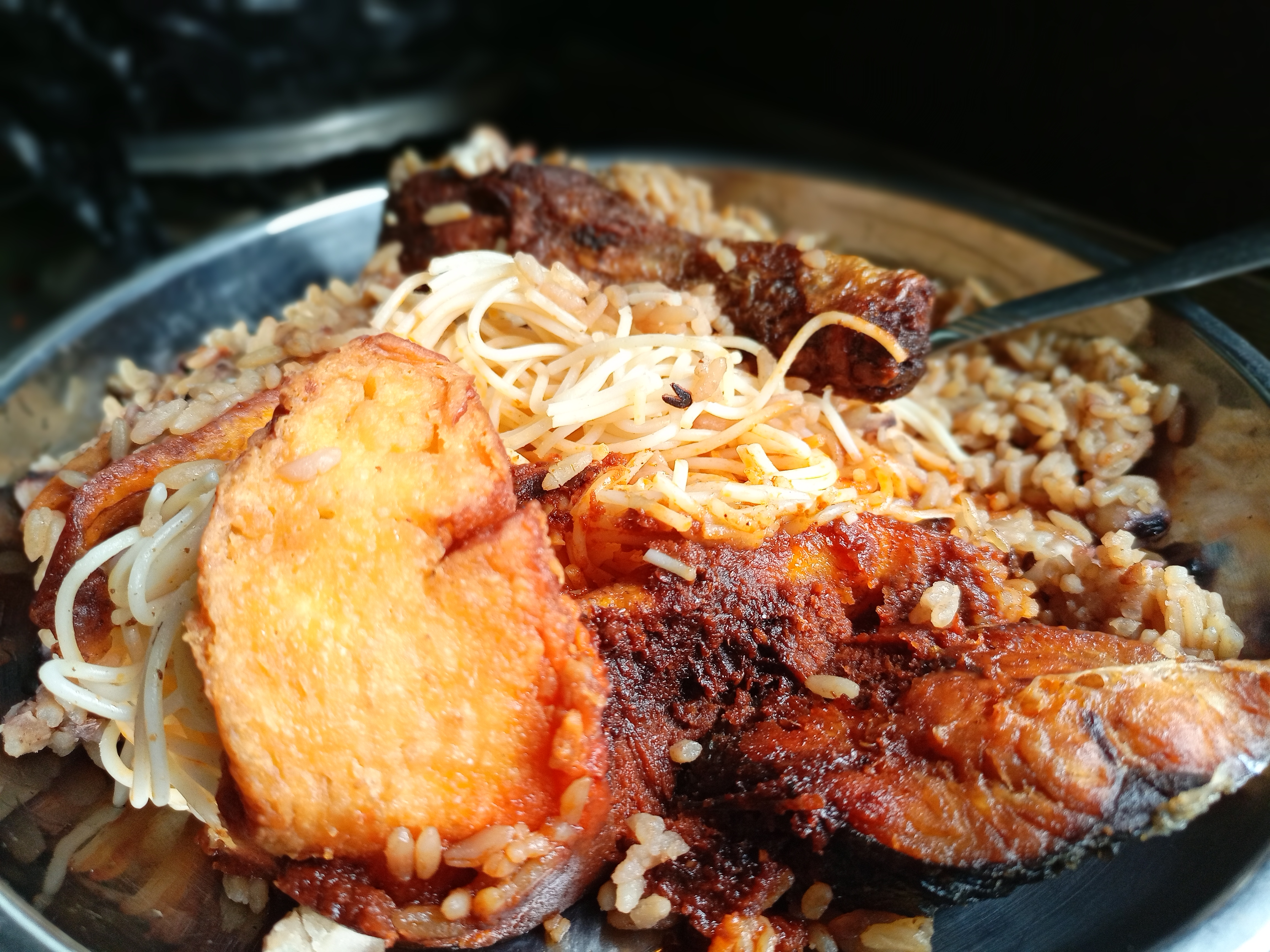
أييمولو، من الأطباق في توغو.

تشمل الأطعمة الأساسية في المطبخ التوغولي الذرة والأرز والدخن والكسافا واليام والموز والفاصوليا. وتعد الذرة هي الغذاء الأكثر استهلاكًا في توغو. ويسمى الشراب التوغولي الرسمي سودابي، وهو الخمور التي يتم إنتاجها من التقطير لنبيذ النخيل.

### الرياضة

#### الألعاب الأوليمبية
في 12 أغسطس 2008، فاز بنيامين بوكبيتي (ولد لأب توغولي وأم فرنسية) بميدالية برونزية في سباق K1 كاياك سلالوم للرجال، وهو أول ميدالية فاز بها عضو في الفريق التوغولي في دورة الألعاب الأولمبية.

#### كرة القدم

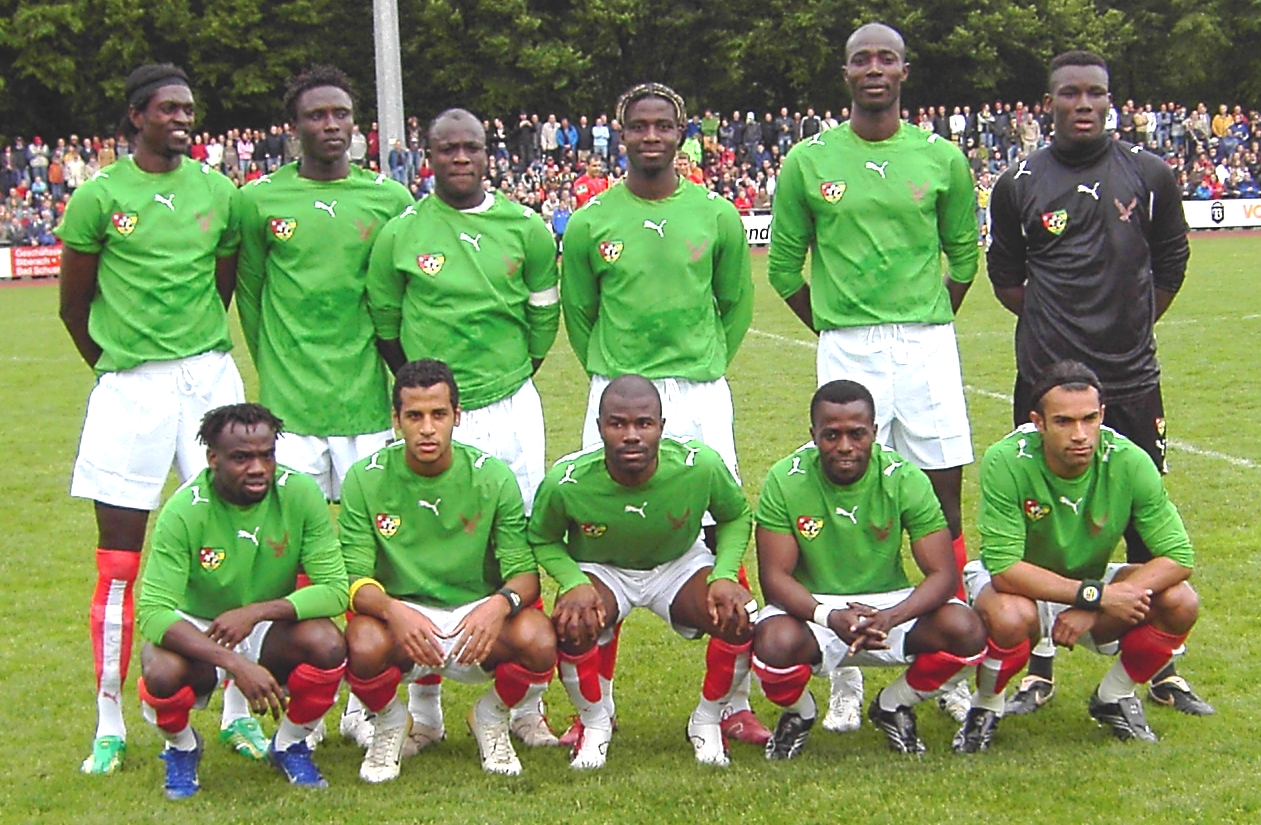
المنتخب الوطني التوغولي عام 2006.

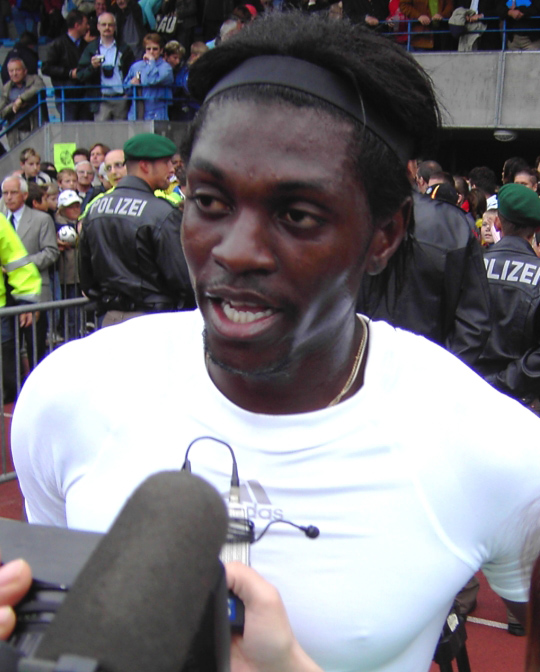
لاعب كرة قدم إيمانويل أديبايور.

كرة القدم هي الرياضة الوطنية الأكثر شهرة في توغو. بعد تويجها مع نيجيريا وساحل العاج والكاميرون وغانا والسنغال، تأهلت توغو لكأس العالم في عام 2006. ولم تسجل توغو فوزاً في مرحلة المجموعات. 

وشارك المنتخب في كأس أمم أفريقيا 8 مرات أعوام 1972 و1984 و1998 و2000 و2002 و2006 و2013 و2017. وأفضل نتيجة حققها كان الوصول إلى ربع النهائي عام 2013.

إيمانويل أديبايور هو لاعب كرة القدم الأكثر شهرة في توغو، وسجل 31 هدفاً للفريق الوطني و97 في الدوري الإنجليزي الممتاز.

### كرة السلة
شارك المنتخب التوغولي في بطولة أمم أفريقيا لكرة السلة 4 مرات فقط. وحقق المركز الخامس في نسخة 1974 كأفضل إنجاز له.

## وصلات خارجية
- Country Profile from بي بي سي نيوز
- Togo from موسوعة بريتانيكا
- Togo  على كتاب حقائق العالم
- توغو على مشروع الدليل المفتوح
- أطلس ويكيميديا حول Togo